# Мельгуново (Тульская область)
Мельгуново — деревня в Узловском районе Тульской области России.
В рамках административно-территориального устройства относится к Ракитинской сельской администрации Узловского района, в рамках организации местного самоуправления входит в Смородинское сельское поселение.

## География
Расположена на реке Дон, в 29 километрах к юго-востоку от железнодорожной станции Узловая I (города Узловая).

## Население
| 2002 | 2010 |
| ---- | ---- |
| 145  | ↘102 |

Население — 102 человека (2010).